# The Eternal Sin
The Eternal Sin je ztracené americké němé historické filmové drama z roku 1917, režírované Herbertem Brenonem a s Florence Reed v hlavní roli. Brenon film produkoval a Lewis J. Selznick se postaral o distribuci.

## Obsazení
- Florence Reed – Lucrezia Borgia
- William E. Shay – vévoda z Ferrary
- Stephen Grattan – bratr Lucrezie
- Richard Barthelmess – Gennaro
- Alexander Shannon – Rustighello
- A. G. Parker – Maffio
- M. J. Briggs – Astolpo
- Edward Thorne – Jeppo
- Elmer Patterson – Liveretto
- Anthony Merlo – Petrucci
- Henry Armetta – šašek
- William Welsh – Gubetta
- Juliet Brenon – Blanca
- Jane Fearnley – princezna Negroni
- Henrietta Gilbert – Flametta